# Les Gras
Pour les articles homonymes, voir Gras.
Les Gras est une commune française située dans le département du Doubs, la région culturelle et historique de Franche-Comté et la région administrative Bourgogne-Franche-Comté. 
Les habitants se nomment les Rosillards et Rosillardes.

## Géographie
Les Gras (depuis 1566) se situe à moins de 5 km de la frontière suisse, ce qui lui vaut d'être un village attractif pour les travailleurs frontaliers. Mais il est aussi à 10 km de Morteau et à 20 km de Pontarlier.
Hameaux faisant partie de la commune : le Nid du Fol (1 064 m) figurant déjà sur la carte de Cassini, et souvent cité par Laurence Semonin alias la Madeleine Proust, les Seignes (1 079 m), le Rozet (983 m), les Jean-Jacquot (800 m), le Saport, les Saules, le Dessus de la Fin, Charopey, les Champs Thomas, Champagne (dessus et dessous), le Theverot, les Épaisses, le Mont Châteleu à 1 302 m domine le village et les hameaux voisins. Ce mont d'où l'on jouit d'une magnifique vue sur les Alpes suisses, et le Val de Morteau, est aussi un départ de la fédération française de vol libre.

### Climat
Pour des articles plus généraux, voir Climat de la Bourgogne-Franche-Comté et Climat du Doubs.
En 2010, le climat de la commune est de type climat de montagne, selon une étude du Centre national de la recherche scientifique s'appuyant sur une série de données couvrant la période 1971-2000. En 2020, Météo-France publie une typologie des climats de la France métropolitaine dans laquelle la commune est exposée à un climat de montagne ou de marges de montagne et est dans la région climatique  Jura, caractérisée par une forte pluviométrie en toutes saisons (1 000 à 1 500 mm/an), des hivers rigoureux et un ensoleillement médiocre. 
Pour la période 1971-2000, la température annuelle moyenne est de 7,3 °C, avec une amplitude thermique annuelle de 16,8 °C. Le cumul annuel moyen de précipitations est de 1 539 mm, avec 14,2 jours de précipitations en janvier et 11,5 jours en juillet. Pour la période 1991-2020, la température moyenne annuelle observée sur la station météorologique de Météo-France la plus proche, « Pontarlier », sur la commune de Pontarlier à 17 km à vol d'oiseau, est de 8,8 °C et le cumul annuel moyen de précipitations est de 1 463,6 mm. 
La température maximale relevée sur cette station est de 38 °C, atteinte le 25 juillet 2019 ; la température minimale est de −32 °C, atteinte le 12 janvier 1987,,. 
Les paramètres climatiques de la commune ont été estimés pour le milieu du siècle (2041-2070) selon différents scénarios d'émission de gaz à effet de serre à partir des nouvelles projections climatiques de référence DRIAS-2020. Ils sont consultables sur un site dédié publié par Météo-France en novembre 2022.

## Urbanisme

### Typologie
Au 1er janvier 2024, Les Gras est catégorisée commune rurale à habitat dispersé, selon la nouvelle grille communale de densité à 7 niveaux définie par l'Insee en 2022.
Elle est située hors unité urbaine. Par ailleurs la commune fait partie de l'aire d'attraction de Morteau, dont elle est une commune de la couronne,. Cette aire, qui regroupe 21 communes, est catégorisée dans les aires de moins de 50 000 habitants,.

### Occupation des sols
L'occupation des sols de la commune, telle qu'elle ressort de la base de données européenne d’occupation biophysique des sols Corine Land Cover (CLC), est marquée par l'importance des forêts et milieux semi-naturels (56,7 % en 2018), une proportion sensiblement équivalente à celle de 1990 (56,5 %). La répartition détaillée en 2018 est la suivante : 
forêts (56,7 %), prairies (31,1 %), zones agricoles hétérogènes (9,8 %), zones urbanisées (2,4 %). L'évolution de l’occupation des sols de la commune et de ses infrastructures peut être observée sur les différentes représentations cartographiques du territoire : la carte de Cassini (XVIIIe siècle), la carte d'état-major (1820-1866) et les cartes ou photos aériennes de l'IGN pour la période actuelle (1950 à aujourd'hui).

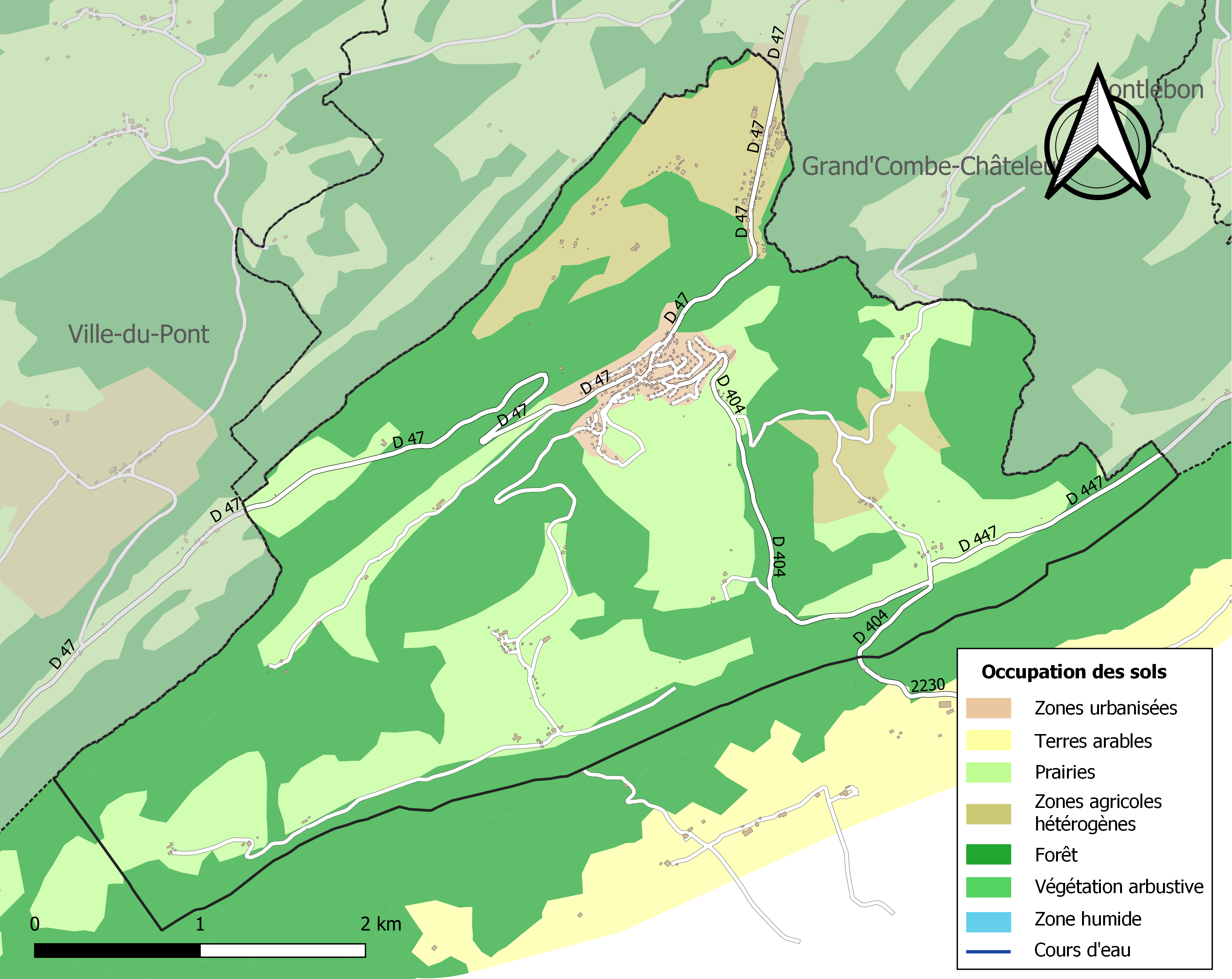
Carte des infrastructures et de l'occupation des sols de la commune en 2018 (CLC).

## Histoire
L'occupation humaine du Val de Morteau remonte au XIIe siècle. Aucun élément à propos du Val n'est connu avant cette date. La population de Morteau sera affranchie en 1188 par les abbés-prieurs auxquels le village est soumis.
Jusqu'en 1780, Les Gras verse des taxes, dîmes et droits divers au prieuré de Morteau puisque ce dernier est son seigneur foncier et justicier. Les Suisses du comté de Valangin vont se livrer bataille entre seigneurs, attirés par la petite commune enclavée entre les biens des Montbéliard-Montfaucon et ceux des Neuchâtel.
Pendant la guerre de Trente Ans les troupes du duc de Saxe-Weimar y firent des ravages. Le village étant situé sur une des voies de passage entre la Suisse et Pontarlier, les habitants du village décidèrent de résister, emmenés par leur curé qui fit établir une barricade de rochers à l'entrée de la combe. Les Suédois excédés face à cette résistance pillèrent le village. Ils préparèrent un four banal afin de brûler le curé, mais ce dernier fut sauvé in extremis. Afin d'échapper à ce pillage, la cloche de l'église fut amenée à la Brévine.
La paix dans le village arriva au XVIIIe siècle. Les contrebandiers de petits et gros volumes reprirent et améliorèrent l'ordinaire des familles de la commune.
C'est alors que survint la Révolution française. Elle heurta les fervents catholiques mais rallia des personnalités. Les douaniers et les représentants du Peuple poursuivirent les prêtres réfractaires cachés par les habitants des deux côtés de la frontière. Il n'y avait alors pas de limites.
En 1805, des bornes furent installées mais Les Gras parvint à conserver des propriétés au-delà de la frontière politique, dans la zone du no man's land et même en Suisse. En 1948, la Suisse demanda la suppression des 2 mètres de bois entre les bornes frontières. Le tracé de la frontière proposé le long du Doubs fut fixé sur le mont après l'intervention du colonel Claude-Antoine Simon-Vermot.
L'industrialisation bascula ensuite les habitudes des Gras. L'agriculture et l'artisanat furent les deux activités dominantes et firent la renommée des Gras à travers l'Europe.
En 1870, le passage de l'armée de Bourbaki marqua une autre période trouble aux Gras. Les soldats affaiblis par la marche dans la neige auraient abandonné des armes dans les grottes au-dessus du village (trésor de Bourbaki), sur le Grand-Mont.
Lors de la Seconde Guerre mondiale, les Allemands surveillèrent la zone frontalière. Les habitants des alentours et les maquisards reprirent alors les anciens tracés de contrebande connus par les habitants des Gras afin de pouvoir mieux vivre à la suite des privations imposées par les Allemands.
La bonne entente franco-suisse était célébrée lors de la fête de la Saint-Jean pendant laquelle les habitants des Gras et de la Brévine se réunissaient aux deux cafés de l'Helvetia, situés sur la frontière.

## Politique et administration

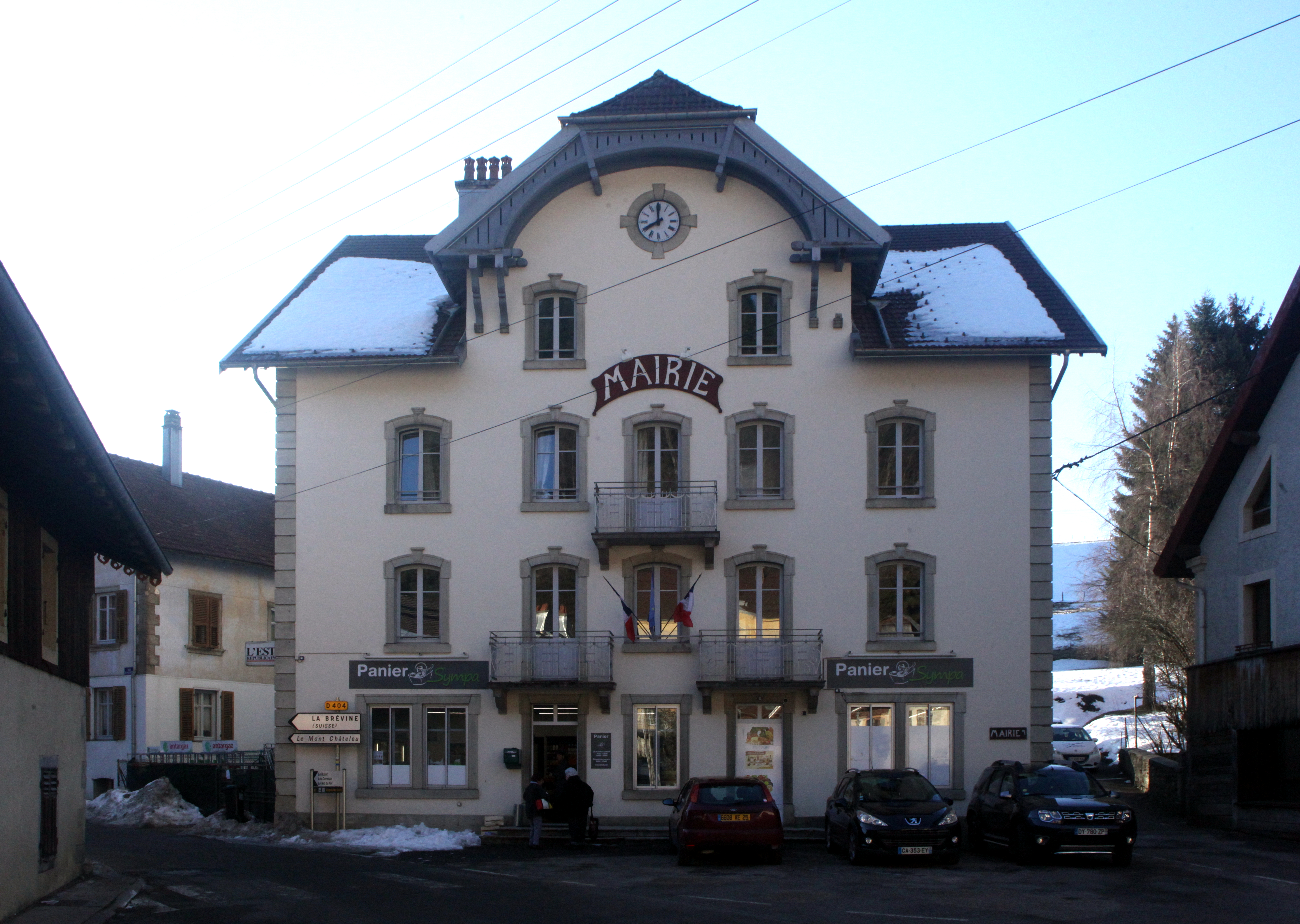
Mairie.

| Période                                  | Période   | Identité           | Étiquette | Qualité |
| ---------------------------------------- | --------- | ------------------ | --------- | ------- |
| 1945                                     | 1977      | André Dornier      |           |         |
| 1977                                     | 1983      | Jean-Marie Amyot   |           |         |
| 1983                                     | 1989      | Danielle Jeannier  |           |         |
| 1989                                     | 2001      | Jean-Marie Amyot   |           |         |
| mars 2001                                | mars 2008 | Jean-Paul Bulliard |           |         |
| mars 2008                                | mars 2014 | Jean-Paul Bulliard |           |         |
| mars 2014                                | mai 2020  | Patrick Laithier   | SE        | Employé |
| mai 2020                                 | En cours  | Bernard Jacquet    |           |         |
| Les données manquantes sont à compléter. |           |                    |           |         |

## Démographie
L'évolution du nombre d'habitants est connue à travers les recensements de la population effectués dans la commune depuis 1793. Pour les communes de moins de 10 000 habitants, une enquête de recensement portant sur toute la population est réalisée tous les cinq ans, les populations de référence des années intermédiaires étant quant à elles estimées par interpolation ou extrapolation. Pour la commune, le premier recensement exhaustif entrant dans le cadre du nouveau dispositif a été réalisé en 2008.

En 2022, la commune comptait 804 habitants, en évolution de −0,86 % par rapport à 2016 (Doubs : +1,88 %, France hors Mayotte : +2,11 %).
| 1793 | 1800 | 1806 | 1821 | 1831 | 1836 | 1841 | 1846 | 1851 |
| ---- | ---- | ---- | ---- | ---- | ---- | ---- | ---- | ---- |
| 645  | 693  | 711  | 713  | 831  | 850  | 826  | 881  | 905  |

| 1856 | 1861  | 1866  | 1872  | 1876  | 1881  | 1886 | 1891 | 1896 |
| ---- | ----- | ----- | ----- | ----- | ----- | ---- | ---- | ---- |
| 997  | 1 015 | 1 008 | 1 022 | 1 070 | 1 024 | 979  | 873  | 883  |

| 1901 | 1906 | 1911 | 1921 | 1926 | 1931 | 1936 | 1946 | 1954 |
| ---- | ---- | ---- | ---- | ---- | ---- | ---- | ---- | ---- |
| 859  | 836  | 864  | 797  | 795  | 746  | 675  | 628  | 682  |

| 1962 | 1968 | 1975 | 1982 | 1990 | 1999 | 2006 | 2008 | 2013 |
| ---- | ---- | ---- | ---- | ---- | ---- | ---- | ---- | ---- |
| 739  | 727  | 649  | 585  | 601  | 654  | 721  | 740  | 803  |

| 2018 | 2022 | - | - | - | - | - | - | - |
| ---- | ---- | - | - | - | - | - | - | - |
| 783  | 804  | - | - | - | - | - | - | - |

## Lieux et monuments
Les Gras possèdent plusieurs édifices et édicules inscrits à l'Inventaire général du patrimoine culturel :
- Église Saint-Renobert (XVIe, XVIIIe et XIXe siècles)
- Fermes (XVIe au XIXe siècles)
- Croix monumentale (XIXe siècle)
- Fontaine (XIXe siècle)

De nombreux sentiers de randonnée permettent d'accèder au sommet du mont Châteleu et à la cascade des Chaudières avec ses belles marmites de géant.

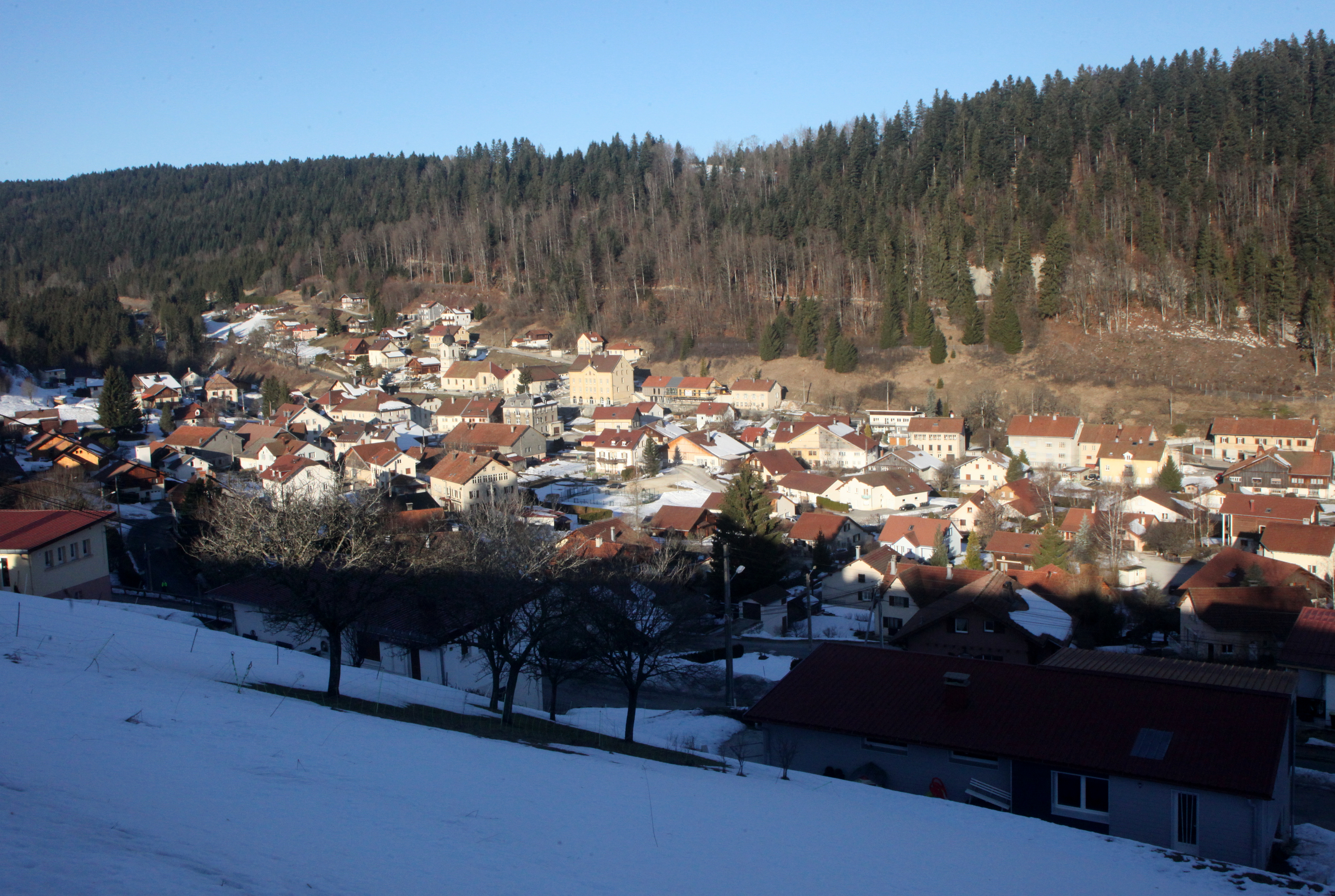
Vue générale.
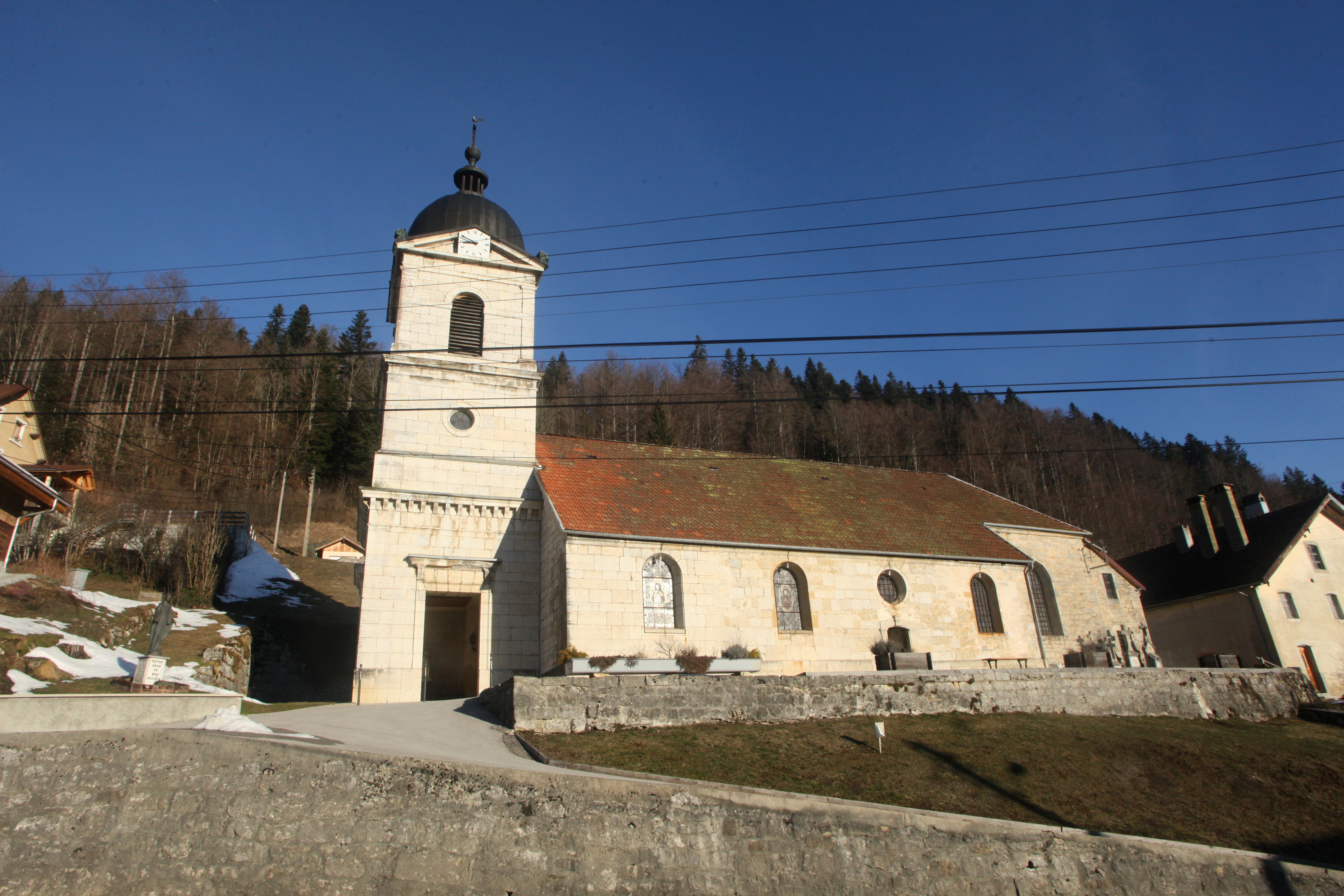
Église.
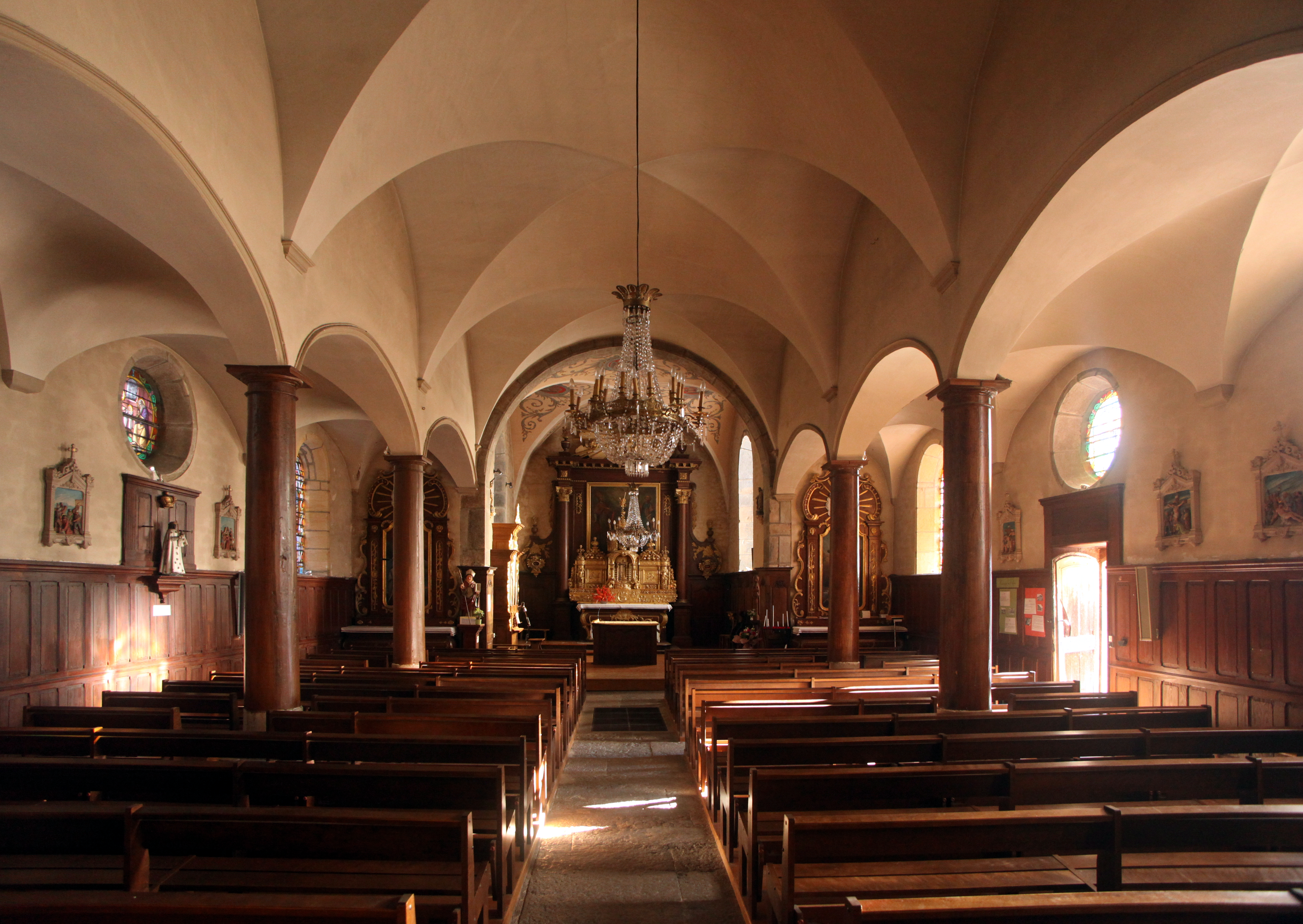
Intérieur de l'Église.
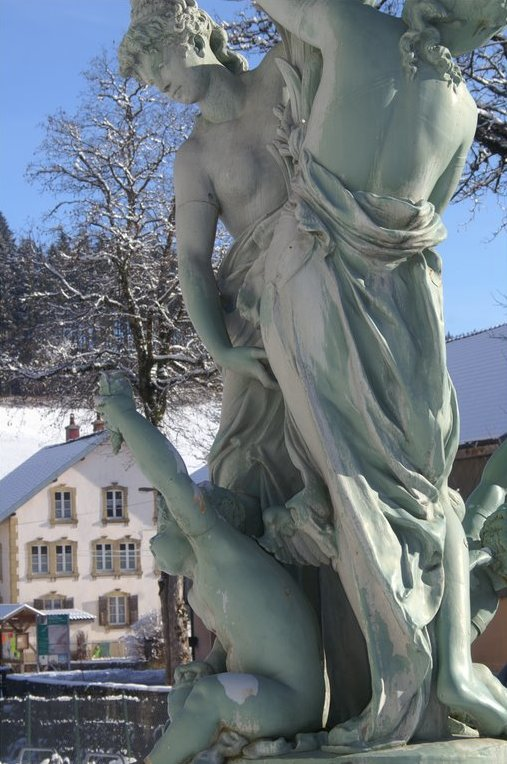
Fontaine.
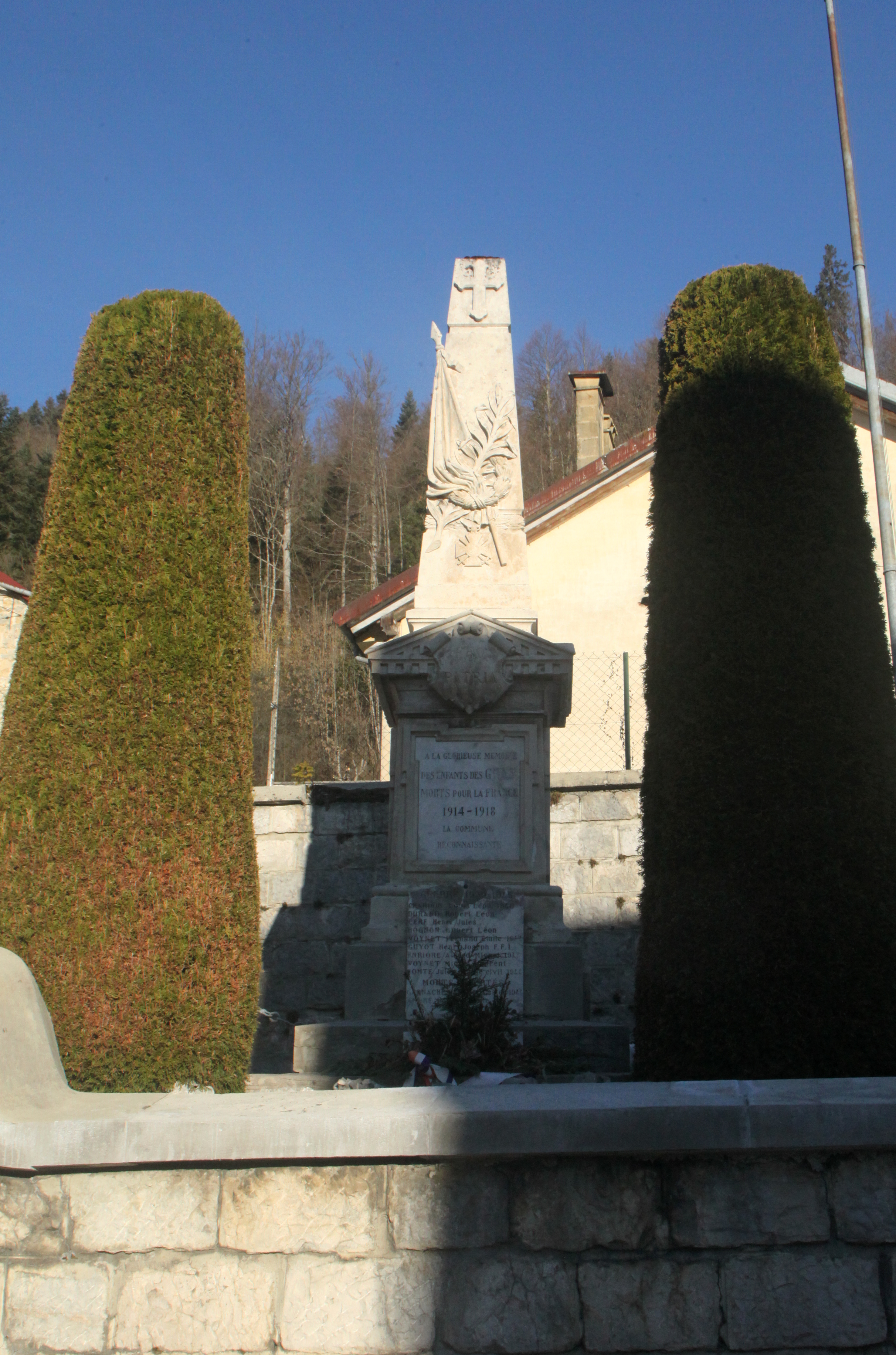
Monument aux morts.
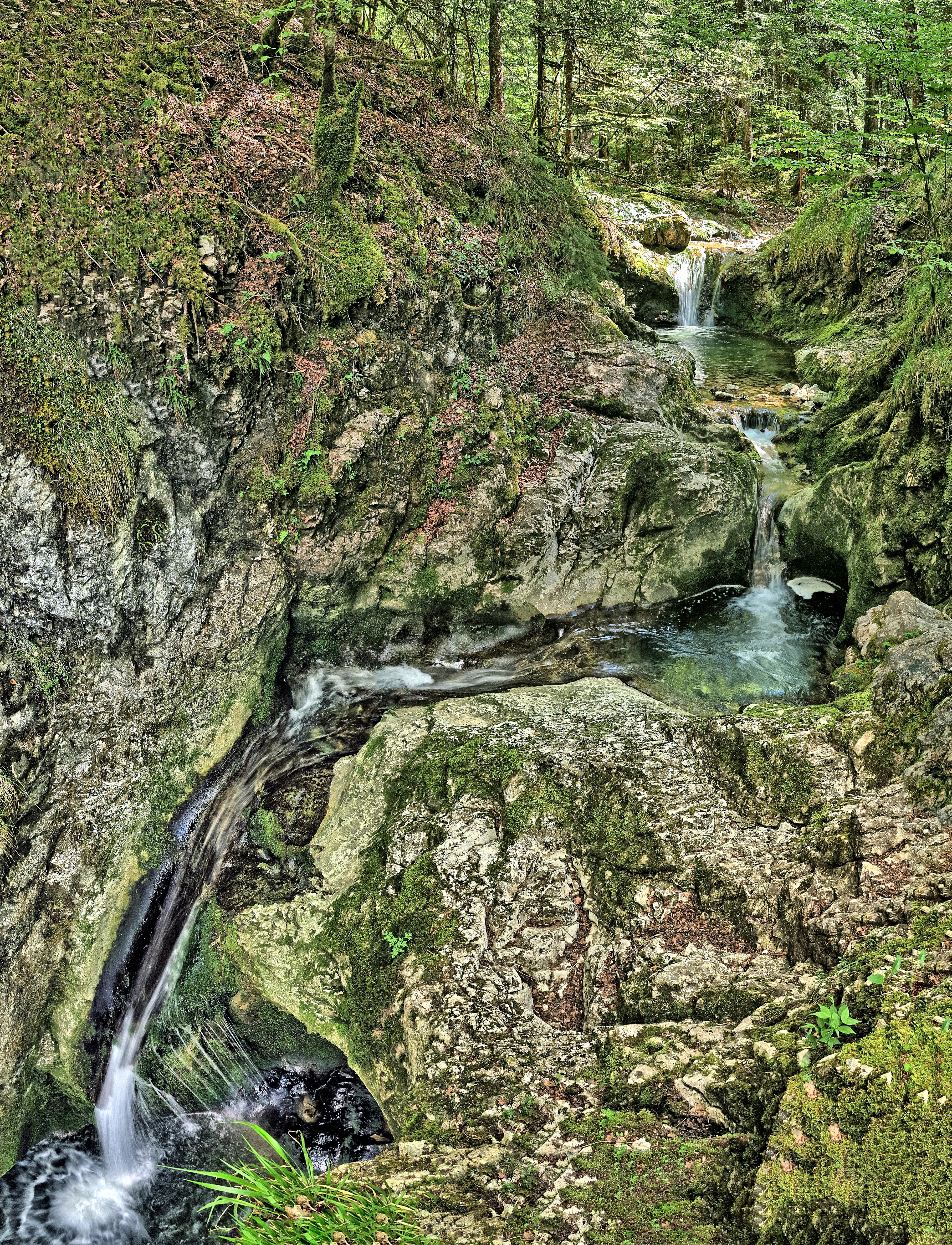
La cascade des Chaudières et ses marmites.

Outre son patrimoine, les sketchs de La Madeleine Proust de Laurence Semonin — le personnage habite un hameau des Gras — et le tournage de certaines scènes du film Monsieur Batignole, de et avec Gérard Jugnot, sorti en 2002, ont permis l'accroissement de la notoriété de la commune.

## Personnalités liées à la commune
- Mgr François-Xavier Moyse, évêque constitutionnel du Jura, né au Roset, en 1742.
- Claude Ferdinand Bobillier, homme politique né aux Gras en 1763.
- Robert Chopard-Lallier, préfet apostolique au Bénin (1921-1973) est décédé aux Gras.